# Цукер-леках
Цукер-леках — кругле печиво з цукрового тіста, ароматизоване насінням анісу і посипане цукром. Вологість 5 %. Національне печиво євреїв-ашкеназів.

## Технологія виготовлення
Жовтки розтирають із частиною цукру до утворення пишної маси, додають борошно і добре перемішують. Білки збивають у піну, поступово додаючи в них цукор. Усі змішують разом. Ложкою викладають невеликі порції тіста на змащений і притрушений борошном лист, посипають цукром і випікають на середньому вогні 10—12 хвилин.